# Comanthosphace japonica
Comanthosphace japonica là một loài thực vật có hoa trong họ Hoa môi. Loài này được (Miq.) S.Moore mô tả khoa học đầu tiên năm 1877.